# شبح فادييف-بوبوف
في الفيزياء، أشباح فادييف-بوبوف ويدعون أيضًا الأشباح القياسية أو حقول الأشباح هي حقول عَرَضِيّة أُدخلت في نظرية الحقل الكمومي (المُعايِرْ) للحفاظ على اتّساق صياغة تكامل المسار وسُميت بهذا الاسم نسبة إلى لودفيج فادييف وفيكتور بوبيف.